# Lucas Guerra (político)
Lucas Guerra fue un médico y político español. Formó parte de la Junta Provisional Revolucionaria de la provincia de Valladolid en septiembre de 1868 junto con Eugenio Alau, Eulogio Eraso, Librorio Guzmán, José María Cano, Eusebio de la Puente, Manuel Barquín, Genaro Santander, Saturnino Guerra, Remigio Calleja y Laureano Álvarez (secretario).
Firmante, en representación de la provincia de Valladolid, del Pacto Federal Castellano (Valladolid, julio de 1869), entre otros republicanos vallisoletanos como Pedro Romero Peláez y Manuel Pérez Terán.